# Stenodynerus maximus
Stenodynerus maximus är en stekelart som först beskrevs av Carlos Schrottky 1909.  Stenodynerus maximus ingår i släktet smalgetingar, och familjen Eumenidae. Inga underarter finns listade i Catalogue of Life.